# Quarkia
Quarkia là một chi ốc biển nhỏ, là động vật thân mềm chân bụng sống ở biển trong họ Rissoidae.

## Các loài
Các loài trong chi Quarkia gồm có:
- Quarkia sculpturata Faber, 2009[2]